# Sturmgeschütz III
Het Sturmgeschütz III, ook wel StuG III genoemd, was een succesvol gemechaniseerd geschut ingezet door de Wehrmacht tijdens de Tweede Wereldoorlog. Het was een van de weinige types uit die categorie dat gedurende bijna de gehele oorlog op alle fronten dienstdeed.

## Ontwikkeling
Het Sturmgeschütz III was een gevolg van Erich von Mansteins nota uit 1935 waarin de ontwikkeling bepleit werd van een gemechaniseerd geschut dat directe vuursteun zou kunnen bieden aan de infanterie. Von Manstein stelde voor iedere infanteriedivisie uit te rusten met een organieke compagnie van achttien stuks. Later werd dat bijgesteld tot twaalf, maar ook in dat verlaagde aantal kon niet voorzien worden omdat er geen geld was voor de aanschaf. Wel werd er op 15 juni 1936 door het Direktorat der Artillerie opdracht gegeven aan Daimler-Benz een prototype te ontwikkelen en werden in 1937 bij Alkett vijf voorserievoertuigen met open dak gebouwd op het chassis van de Panzerkampfwagen III Ausf. B, maar het kwam voorlopig niet tot massaproductie. In plaats daarvan nam de Infanterie maar afgedankte Panzerkampfwagen I's over van de Panzerwaffe en concentreerde die in onafhankelijke pantserbrigades. De situatie veranderde in 1938 toen de Infanterie haar getrainde tankbemanningen moest afstaan om nieuwe pantserdivisies te formeren. Men eiste daarop dat er een nieuwe vorm van gemechaniseerde ondersteuning voor in de plaats zou komen. Het Tankwapen zegde daarop toe onderstellen beschikbaar te stellen; de Artillerie bood aan de geschutbemanningen te leveren op voorwaarde dat de voertuigen ook inderdaad volgens de oorspronkelijke plannen bij dat Wapen werden ondergebracht als Sturmartillerie, net zoals in Frankrijk voor 1920 tanks Artillerie Spéciale waren. "Sturmgeschütz" is afgeleid van het Franse artillerie d'assaut.

## Productie eerste hoofdversie
Ook hierna gingen de ontwikkelingen niet bepaald snel (de productie van de PzKpfw III zelf had een grote vertraging opgelopen), pas in januari 1940 kwam de productie op gang van de eerste versie: de Gepanzerter Selbstfahrlafette für Sturmgeschütz 7,5cm Kanone Ausf.A in een aantal van dertig stuks tot eind mei, voldoende om vier batterijen (waarvan de eerste al op 1 november 1939 was opgericht) uit te rusten voor deelname aan Fall Gelb. Het type was Sonderkraftfahrzeug numero 142. Daarna kwam de Ausführung B in een aantal van 320 van juni 1940 tot mei 1941. Vijftig werden gemaakt van Ausf. C en 150 van Ausf. D van mei tot september datzelfde jaar, gevolgd door 272 van de Ausf. E tot maart 1942. Deze laatste versie had als eerste ook een machinegeweer.
Het Sturmgeschütz III was oorspronkelijk een gemechaniseerd 75 mm Lang 24 infanteriekanon, gebouwd op de kuip en chassis van een Panzerkampfwagen III middelzware tank. Dit bleek een succesvolle combinatie te zijn. Kenmerkend voor Sturmgeschütze was dat zij niet over een bewegende geschutskoepel beschikten, waardoor zij veel eenvoudiger, en dus goedkoper, te produceren waren. Initieel waren Sturmgeschütze bedoeld om tegen bunkers en andere vaste stellingen in te zetten. In de praktijk bleken zij vanuit een vaste opstelling ook zeer effectief in de verdediging tegen vijandelijke pantservoertuigen die tijdens Operatie Barbarossa voor het merendeel vrij licht bepantserd waren, hoewel maar 15% procent van de munitievoorraad uit antitankgranaten bestond, meestal holle ladingsgranaten waarvan het doorslagvermogen onafhankelijk was van de schootsafstand. De trefzekerheid (en doorslagvermogen van de eigenlijke pantsergranaat) van het korte kanon met zijn lage aanvangssnelheid was niet erg goed.

## Van infanterieondersteuningswapen naar tankjager
In 1942 werd echter de dreiging van de Sovjet T-34 steeds groter. Omdat de bepantsering van die tank te sterk was voor enig wapen dat de standaard PzKpfw III in zijn geschuttoren zou kunnen dragen, nam de Panzerkampfwagen IV, oorspronkelijk ook met het korte 75 mm Lang 24 kanon uitgerust, de taak van hoofdtank over. De productie van de PzKpfw III werd beëindigd. De vrijkomende productiecapaciteit aan PzKpfw III chassis werd hierop omgeschakeld naar de fabricage van het Sturmgeschütz III — maar deze werd nu primair een antitankvoertuig door de inbouw van een langer 75 mm Lang 48 PAK. Een dergelijke wijziging werd overigens al voorbereid sinds augustus 1938. Op dat moment waren de voorbereidingen voor een enorme verhoging van de productie van de PzKpfw III al zo ver gevorderd dat men zich gedwongen zag de productie van dat chassis voort te zetten. Het Sturmgeschütz III werd daardoor het meest gebouwde zwaardere Duitse gevechtsvoertuig uit de geschiedenis. Om toch nog een wapen voor infanterieondersteuning te hebben werd de Sturmhaubitze 42 ontwikkeld. Het oorspronkelijke voertuig werd hierop Sd.Kfz. 142/1.

## Varianten

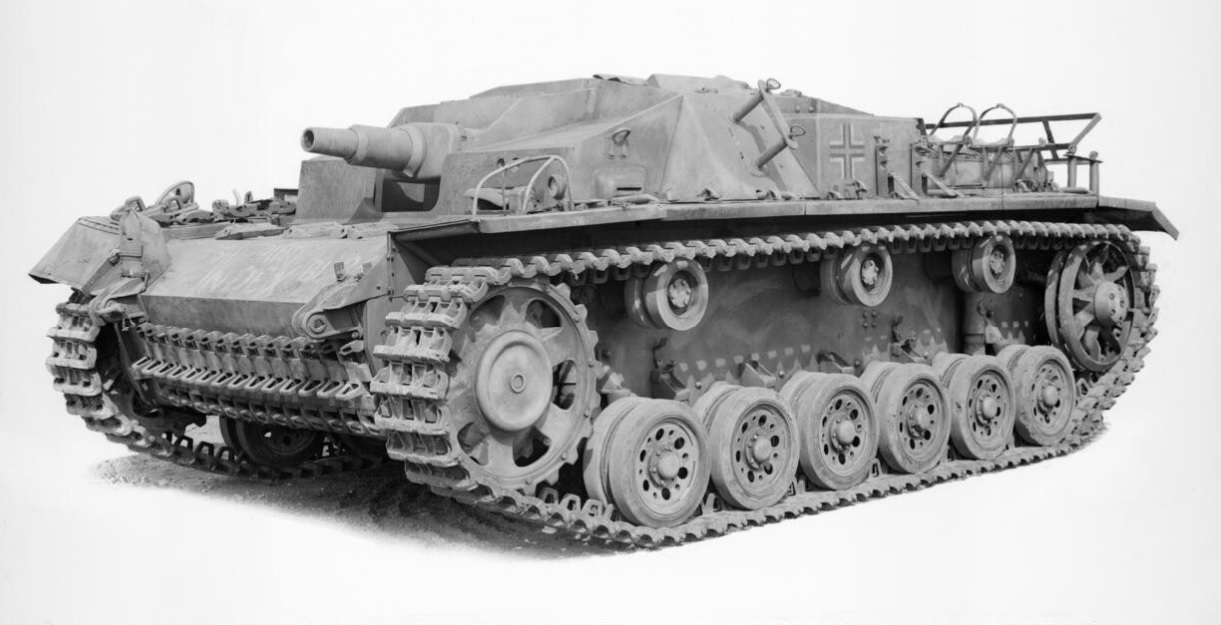
StuG III Ausf. C-D

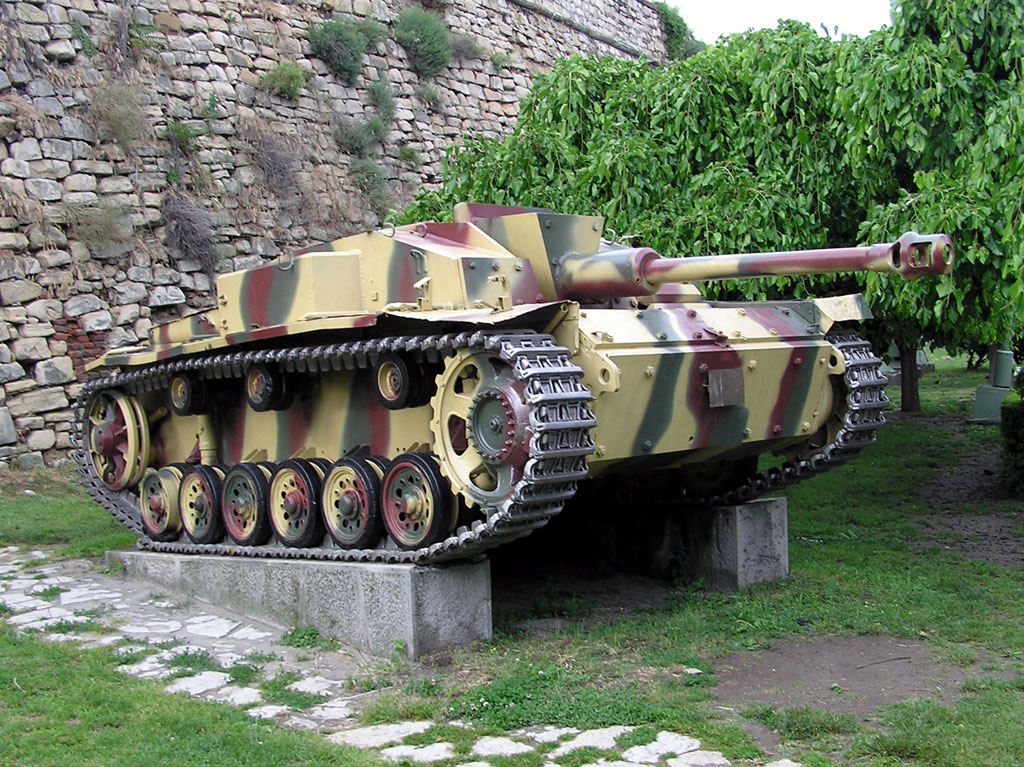
StuG III Ausf. F/8

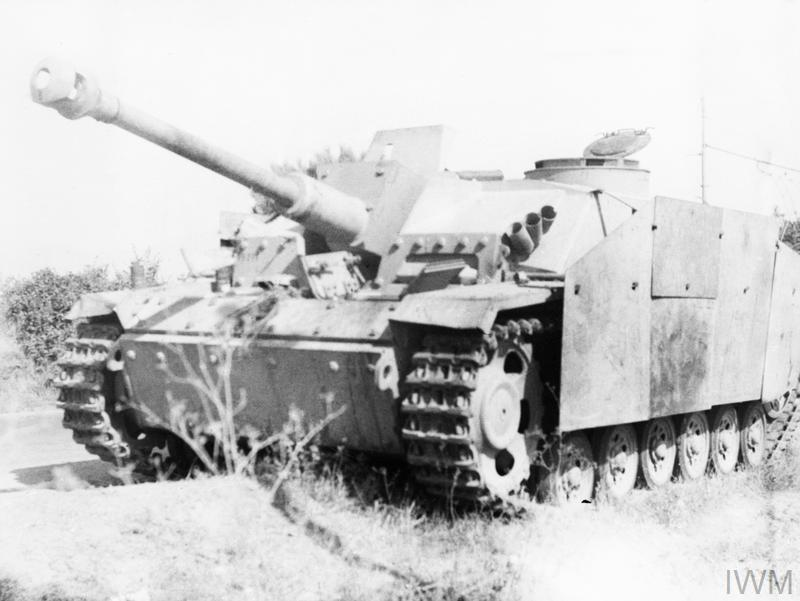
StuG III Ausf. G

- StuG III-prototypes (1937, vijf geproduceerd op Panzer III Ausf. B-chassis): tegen december 1937 waren er twee voertuigen in dienst bij Panzerregiment 1 in Erfurt. De voertuigen hadden acht wielen per zijde met 360 millimeter brede rupsbanden, 14,5 mm dikke zachte stalen bovenbouw en 7,5 cm StuK 37 L/24 kanon. Hoewel ze niet geschikt waren voor gevechten, werden ze pas in 1941 voor trainingsdoeleinden gebruikt.
- StuG III Ausf. A: (Sd.Kfz. 142; januari – mei 1940, 30 + 6 geproduceerd door Daimler-Benz) Voor het eerst gebruikt in de Slag om Frankrijk, de StuG III Ausf. A gebruikte een gemodificeerd Panzer III Ausf. F chassis met voorpantser versterkt tot 50 mm. De laatste zes voertuigen werden gebouwd op chassis die kwamen uit de Panzer III Ausf. G productie.
- StuG III Ausf. B: (Sd.Kfz 142; juni 1940 – mei 1941, 300 geproduceerd door Alkett) Aangepast Panzer III Ausf. H chassis, verbrede rupsbanden (380 mm). Twee rubberen banden op elk rijwiel werden dienovereenkomstig verbreed van 520 × 79 mm tot 520 × 95 mm elk. Beide typen rijwielen waren onderling uitwisselbaar. De lastige 10-versnellingsbak werd gewijzigd in een 6-versnellingsbak. De voorste keerrollen werden verder naar voren gepositioneerd, waardoor de verticale bewegingen van de rupsbanden werden verminderd voordat ze naar het voorste aandrijfkettingwiel werden gevoerd, en zo de kans dat rupsbanden werden geworpen verkleind. Midden in de productie van het Ausf. B-model, werd het originele aandrijfkettingwiel met acht ronde gaten veranderd in een nieuw gegoten aandrijfkettingwiel met zes taartschijfvormige sleuven. Dit nieuwe aandrijfwiel kon zowel rupsen van 380 mm als van 360 mm breed dragen. Rupsbanden van 380 mm waren niet exclusief voor nieuwe aandrijfwielen, omdat afstandsringen kunnen worden toegevoegd aan de oudere tandwielen.
- StuG III Ausf. C: (Sd.Kfz 142; april 1941, 50 geproduceerd) Het vizier van de schutter boven het vizier van de bestuurder was een schotval en werd dus geëlimineerd; in plaats daarvan kreeg de bovenbouw een opening voor de periscoop van de schutter. Het loopwiel werd opnieuw ontworpen.
- StuG III Ausf. D: (Sd.Kfz 142; mei – september 1941, 150 geproduceerd) Gewoon een contractverlenging op Ausf. C. Ingebouwde intercom geïnstalleerd, transmissieluikvergrendelingen toegevoegd, verder identiek aan Ausf. C.
- StuG III Ausf. E: (Sd.Kfz 142; september 1941 – februari 1942, 284 geproduceerd) Bovenbouw kreeg aan de zijkanten toegevoegd rechthoekige gepantserde boxen voor radioapparatuur. Door de grotere ruimte was er ruimte voor zes extra granaten voor het hoofdkanon (met een maximum van 50) plus een machinegeweer. Een MG 34 met zeven trommelmagazijnen werden rechtsachter op het gevechtscompartiment gedragen om het voertuig te beschermen tegen vijandelijke infanterie. Voertuigcommandanten kregen stereoscopische schaarperiscopen.
- StuG III Ausf. F: (Sd.Kfz 142/1; maart – september 1942, 366 geproduceerd) De eerste echte kanon-upgrade op de StuG, deze versie maakt gebruik van het langere 7,5 cm StuK 40 L/43 kanon. Door pantserdoordringende Panzergranat-Patrone 39 af te vuren, kon de StuK 40 L/43 91 mm pantser doordringen (met een hoek van 30 graden) op 500 m, 82 mm op 1.000 m, 72 mm op 1.500 m en 63 mm op 2.000 m, waardoor de Ausf. F in staat was de meeste Sovjet pantservoertuigen uit te schakelen op normale gevechtsafstanden. Door deze verandering was de StuG meer een tankvernietiger dan een ondersteuningsvoertuig voor infanterie geworden. Een afzuigventilator werd aan het dak toegevoegd om dampen van gebruikte granaten af te voeren, zodat continu kon worden geschoten. Extra pantserplaten van 30 mm werden vanaf juni 1942 aan het frontpantser van 50 mm gelast, waardoor het frontpantser 80 mm dik werd. Vanaf juni 1942 werd de Ausf. F werden afgemonteerd met het 334 mm langere 7,5 cm StuK 40 L/48 kanon. Door afvuren van de bovengenoemde munitie, kon het L/48 respectievelijk 96 mm, 85 mm, 74 mm en 64 mm (30 graden) doordringen.
- StuG III Ausf. F/8: (Sd.Kfz 142/1; september – december 1942, 250 geproduceerd) Introductie van een verbeterd rompontwerp vergelijkbaar met dat gebruikt werd voor de Panzer III Ausf. J/L met versterkt achterpantser. Dit was de 8e versie van de Panzer III-romp, vandaar de aanduiding "F/8". Deze romp had trekogen, die zich vanaf de zijwanden uitstrekken. Vanaf oktober 1942 werden 30 mm dikke platen met extra bepantsering vastgeschroefd (voorheen gelast) om de productielijn te versnellen. Vanaf F/8 was het 7,5 cm StuK 40 L/48- kanon standaard. Door gebrek aan dubbele mondingsremmen werden enkele F/8’s uitgerust met een enkele mondingsrem, zoals gebruikt op de Panzer IV Ausf. F2/G.
- StuG III Ausf. G: (Sd.Kfz. 142/1; december 1942 – april 1945, ± 8.423 geproduceerd, 142 gebouwd op Panzer III Ausf. M chassis, 173 omgebouwd van oude Panzer III’s): De laatste en verreweg de meest talrijke van de StuG-serie. De bovenbouw werd verbreed: gelaste boxen aan weerszijden werden niet meer toegepast. Dit nieuwe bovenbouwontwerp verhoogde de totale hoogte tot 216 cm. De achterwand van het gevechtscompartiment werd rechtgetrokken en de ventilator bovenop de bovenbouw werd verplaatst naar de achterkant van het gevechtscompartiment. Vanaf maart 1943 werd de periscoop van de bestuurder weggelaten. In februari 1943 kreeg Alkett gezelschap van MIAG als tweede fabrikant. Vanaf mei 1943 werd aan de zijden een afstandspantser (Schürzen) gemonteerd op de G-modellen; deze waren in de eerste plaats bedoeld als bescherming tegen Sovjet antitankgeweren, maar waren ook bruikbaar tegen holle lading munitie. Schürzen werden achteraf gemonteerd op sommige Ausf. F/8-modellen, aangezien ze tegen juni 1943 op alle StuG's en andere tanks in de frontlinie zouden worden gemonteerd als voorbereiding op de Slag om Koersk. De bevestiging van de Schürzen bleek onvoldoende te zijn, aangezien velen verloren gingen in het veld. Vanaf maart 1944 werd een verbeterde montage geïntroduceerd; hierdoor worden Schürzen vaker gezien bij laat model Ausf G. Vanaf mei 1943 werden 80 mm dikke platen gebruikt voor frontale bepantsering in plaats van twee platen van 50 + 30 mm. Maar dit was met een overgangsperiode tot oktober. Van de mantel rond het kanon bestonden drie varianten. Met de oude geklonken mantel rond het kanon, met de nieuwe gegoten mantel, de zogenaamde Topfblende (en niet Saukopf zoals na de oorlog werd gepubliceerd) zonder machinegeweer in de mantel en later ook met machinegeweer in de mantel. Vanaf november 1943 werden geheel metalen keerrollen van verschillende types gebruikt door gebrek aan rubber. Zimmerit anti-magnetische coating als bescherming tegen magnetische landmijnen werd vanaf september (MIAG) of november (Alkett) 1943 toegepast tot september 1944.

Zo zijn er totaal 9423 gebouwd (waarvan 834 met het L/24 kanon): 212 in 1940, 532 in 1941, 792 in 1942 (waarvan nog 90 met het L/24), 3011 in 1943, 3840 nieuw plus 173 ombouw in 1944 en nog 863 in 1945. De piek in de productie werd bereikt in december 1944 met 452 stuks.

## Op het slagveld
Omdat het StuG III relatief laag gebouwd was, was het moeilijk waar te nemen of te raken. Tegelijkertijd was het wapen ook goedkoop te fabriceren en met zijn 75 mm PAK redelijk goed bewapend. Door het Sturmgeschütz op de juiste manier in te zetten kon ook de goed bepantserde T-34 worden vernietigd. Dit lukte zo goed dat Sovjettankbemanningen de opdracht kregen om nooit een StuG frontaal aan te vallen, maar een omtrekkende beweging te maken en het van opzij of van achter te beschieten. Dit duurde tot 1943 toen er een zwaarder kanon op de T-34 werd gemonteerd. Ook met het verdedigen van posities liet dit kanon zijn sterke kanten zien. De StuG's waren continu in actie waardoor de bemanningen zeer snel gevechtservaring opdeden. Daarom werden StuG-bemanningen later soms bij eenheden ingedeeld die uitgerust waren met de Tiger I tank. De bekendste daarvan was tankcommandant Michael Wittmann. Het StuG III werd op bijna elk front van de Tweede Wereldoorlog ingezet, wat een maatstaf was voor zijn bruikbaarheid.

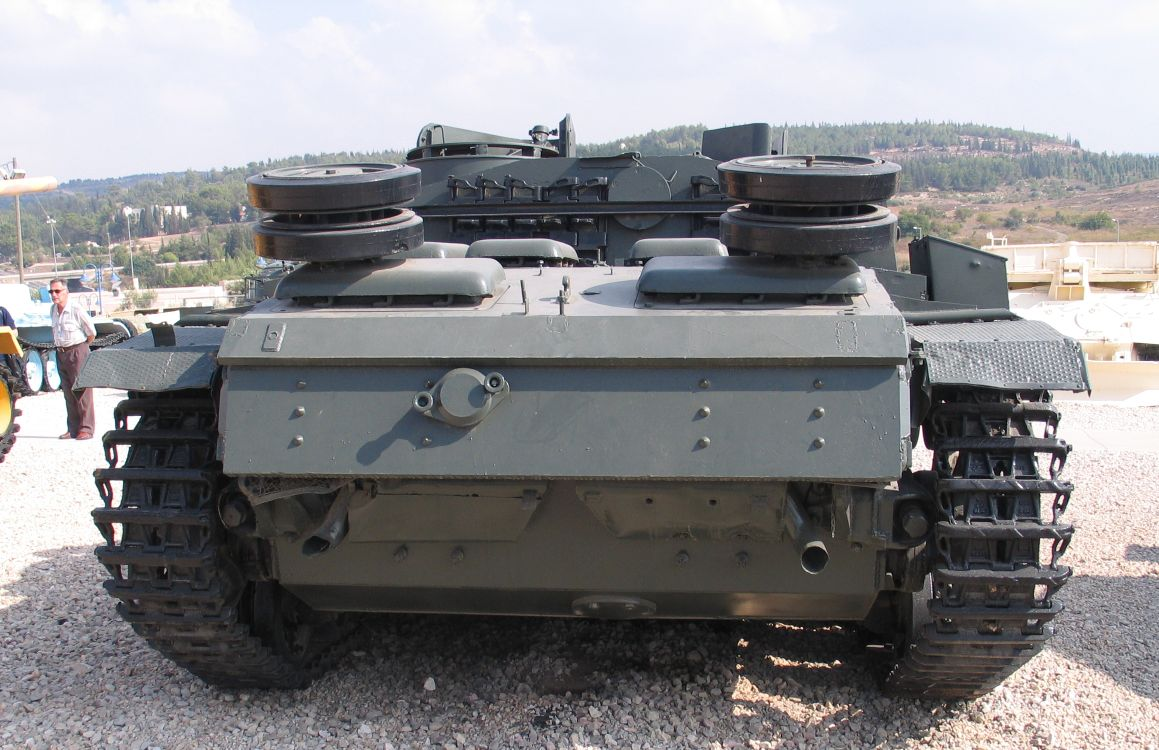
Achterkant StuG III Ausf. G

Het StuG III werd bij de Artillerie ingezet in onafhankelijke bataljons van 21 voertuigen die in februari 1944 werden hernoemd (maar niet vergroot) tot brigades van 31 voertuigen. Van deze eenheden werden er 57 opgericht. Vier ervan hadden een extra compagnie voor een organieke sterkte van 45. Vaak vormden deze toch bepaald niet al te grote brigades de enige onmiddellijk beschikbare gemechaniseerde reserve op legerniveau. Omdat ze echter geen organieke infanterie of artillerie bezaten, konden ze die rol maar slecht vervullen. Het voertuig was niet erg voor de tegenaanval geschikt: zonder geschutkoepel kon het in de beweging slechts langzaam van doel veranderen en was het kwetsbaar in straatgevechten en na storing. Duitse studies tijdens de oorlog toonden aan dat de verliezen in deze functie ongeveer de helft hoger lagen dan bij tanks. Door een schreeuwend tekort aan echte tanks moesten ook de pantserdivisies vaak hun uitgedunde rangen aanvullen met StuG III's. Sommige geprivilegieerde (pantser)infanteriedivisies hadden een organiek StuG III detachement. Ook door een aantal bondgenoten van Duitsland werd het geschut aangeschaft, onder andere door Italië (3), Roemenië (108; Duitse leverstaten melden een aantal van 120), Bulgarije (25; Duitse staten melden een aantal van 55), Spanje (10), Hongarije (40) en Finland (59; 67 volgens Duitse bronnen). Finland gebruikte het StuG III nog tot 1966. Na de oorlog belandden enkele StuGs vanuit Frankrijk in Syrië, dat in 1967 de voertuigen met weinig succes inzette tegen Israël in de Zesdaagse Oorlog.

## Technische details

### Bepantsering
StuG Ausf F.
- Voor: 50 mm
- Zijden: 30 mm
- Achter: 30 mm
- Dak/Bodemplaat: 19 mm

StuG Ausf G.
- Voor: 50 mm (vanaf zomer 1943 80mm)
- Zijden: 30 mm
- Achter: 30 a 50 mm
- Dak/bodemplaat: 19 mm